# Tagebau Bärwalde

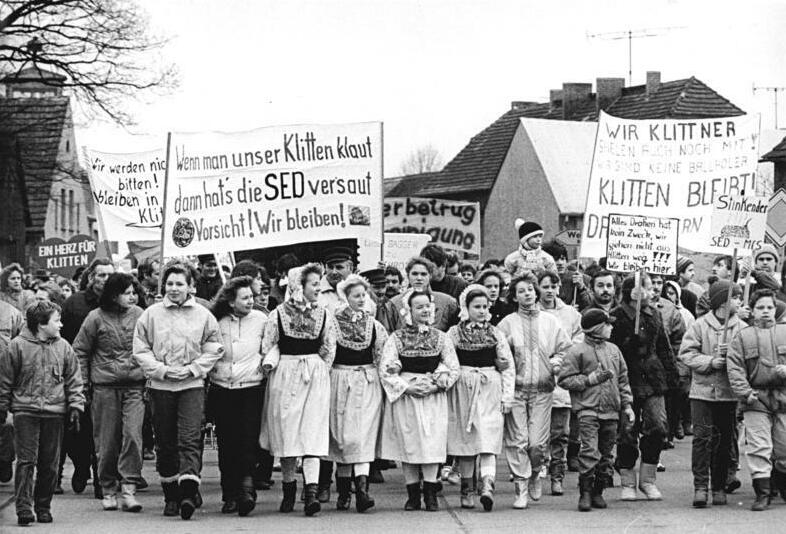
Demonstration in Klitten gegen den vorrückenden Tagebau, 1990

Der Tagebau Bärwalde, obersorbisch Bjerwałdska jama, war ein Braunkohletagebau im Lausitzer Braunkohlerevier in der nördlichen Oberlausitz. Der Aufschluss des Tagebaus erfolgte nördlich von Uhyst im Südosten des Kreises Hoyerswerda nahe den benachbarten Kreisen Weißwasser und Niesky, deren angrenzende Gemeinden im späteren Verlauf des Abbaus ebenfalls beansprucht wurden.
Heute liegt das ehemalige Tagebaugebiet gänzlich in der Gemeinde Boxberg/O.L. im Landkreis Görlitz. Der namensgebende Ort Bärwalde liegt nördlich des beanspruchten Gebietes. Aus dem Tagebaurestloch ist als Bergbaufolgelandschaft der Bärwalder See entstanden.

## Geschichte
Durch den VEB BKW Glückauf Knappenrode wurde der Tagebau Bärwalde aufgeschlossen. Im September 1970 wurde der erste Filterbrunnen gebohrt, 1971 begann die Entwässerung und die eigentliche Kohleförderung ab November 1976. Durch den politischen Umbruch der Jahre 1989 und 1990 kam es zum Rückgang des Rohkohlebedarfes. Nach der Wiedervereinigung kam der Tagebau zur LAUBAG. Gleichzeitig regte sich in der Gemeinde Klitten, die im Vorranggebiet für das Abbaufeld Bärwalde Ost lag, Widerstand in der Bevölkerung gegen den Tagebau. Im Jahr 1991 wurde der Tagebau gestundet, 1992 stillgelegt. Dies führte einerseits zum Erhalt eines Großteils der Gemeinde Klitten, andererseits zu einem massiven Stellenabbau.

## Wirtschaft
Der Tagbau wurde hauptsächlich für die Versorgung des nahegelegenen Kraftwerkes Boxberg aufgeschlossen. Die geförderte Kohle wurde im Braunkohlekraftwerk verstromt und zur Veredelung ins Gaskombinat Schwarze Pumpe gebracht. Für die Region war der Tagebau einer der größten Arbeitgeber. Es wurden insgesamt 680 Millionen m3 Abraum bewegt und dabei 185 Millionen Tonnen Rohkohle gefördert.

## Ortsabbrüche
Dem Tagebau weichen mussten die überwiegend sorbischen Dörfer Merzdorf (1978) und Schöpsdorf (1981) sowie der Klittener Ortsteil Jasua. Im Unterschied zu ersteren wurde das erst 1987/88 abgebrochene Jasua jedoch nicht überbaggert. Für den Tagebau mussten außerdem die Bundesstraße 156 (damals Fernstraße 156), der Spreelauf sowie das Jahmener Fließ verlegt werden.